# Front Unit (República Popular de la Xina)

Emblema del Partit Comunista Xinès, principal organització que compon el front.

El Front Unit de la República Popular Xina és una organització de caràcter leninista que aglomera a tots els partits polítics legals del país. És liderat pel Partit Comunista de la Xina, però inclou a més vuit partits menors i a la Federació d'Indústria i Comerç de tota Xina. Està conduït pel Departament de Treball del Front Unit (en xinès: 中共中央统战部) del Comitè Central del Partit Comunista Xinès. El seu líder actual és Sun Chunlan.
El Front Unit està representat juntament amb altres organitzacions de masses com a sindicats, organitzacions juvenils i femenines, i minories en la Conferència Consultiva Política del Poble Xinès.
Segons algunes fonts, el Front Unit no exerceix un poder real, independent del PCCh. Els seus dirigents són majoritàriament seleccionats pel Partit Comunista Xinès, o són membres del partit. Els partits restants han d'acceptar el rol preponderant del PCX. D'aquesta forma, Xina és, de facto, un estat de partit únic. Així i tot, els partits que integren el front compten amb representació nominal en l'Assemblea Popular Nacional de la Xina.

## Partits i organitzacions que integren el front
- Comitè Revolucionari del Kuomintang de la Xina (中国国民党革命委员会 Zhōngguó Guómíndǎng Gémìngwěiyuánhuì)
- Lliga Democràtica de la Xina (中国民主同盟 Zhōngguó Mínzhǔ Tóngméng)
- Associació Nacional per a la Construcció d'una Xina Democràtica (中国民主建国会 Zhōngguó Mínzhǔ Jiànguó Huì)
- Associació Xinesa per a la Promoció de la Democràcia (中国民主促进会 Zhōngguó Mínzhǔ Cùjìnhuì)
- Partit Democràtic de Camperols i Treballadors (中国农工民主党 Zhōngguó Nónggōng Mínzhǔdǎng)
- Partit Xinès per a l'Interès Públic (中国致公党 Zhōngguó Zhìgōngdǎng)
- Societat 3 de Setembre (九三学社 Jǐensān Xuéshè)
- Lliga d'autogovern democràtic de Taiwan (台湾民主自治同盟 Táiwān Mínzhǔ Zìzhì Tóngméng)

- Federació d'Indústria i Comerç de tota Xina (Zhonghua Quanguo Gongshangye Lianhehui)